# Mefenaminsav
A mefenaminsav (INN: mefenamic acid) 
fájdalom- és lázcsillapító, valamint gyulladáscsökkentő gyógyszer. Csökkenti a mozgásszervi (izom, ízületi), fogászati és menstruációs fájdalmakat, a fejfájást, a műtét és a szülés utáni fájdalmakat.
Ízületi gyulladásban és oszteoartritiszben csökkenti a gyulladást és fájdalmat.
Főleg rövid időtartamú fájdalom enyhítésére alkalmas.
A VIII. Magyar Gyógyszerkönyvben Acidum mefenamicum    néven hivatalos.  

## Hatásmód
A nem-szteroid gyulladáscsökkentő gyógyszerek csoportján belül a fenamátok (a fenaminsav származékai) közé tartozik. Elsősorban a prosztaglandinok előállítását gátolja, de csökkenti is azok aktivitását a célreceptorok gátlása révén.
A prosztaglandinok szerepet játszanak a gyulladás kialakulásában és lefolyásában. Előállításukhoz ciklooxigenáz(en) enzimekre (COX-1(en) és COX-2(en)) van szükség. A mefenaminsav a többi nem-szteroid gyulladásgátlóhoz hasonlóan a COX enzimeket, ezáltal közvetve a prosztaglandin előállítását gátolja.

## Fizikai tulajdonságok
Fehér vagy csaknem fehér mikrokristályos por. Vízben gyakorlatilag nem, etanolban és diklórmetánban kevéssé, híg alkálilúgokban oldódik.
Polimorfiára hajlamos.

## Ellenjavallatok
- korábbi gyomorfájdalmak, vagy acetil-szalicilsav szedése utáni gyomorégés, rosszullét
- gyomor- vagy nyombélfekély
- vesebántalmai, szív- vagy májműködési zavarok
- terhesség vagy annak gyanúja, szoptatás
- asztma vagy más allergiás betegség
- vérzékenység
- epilepszia

A mefenaminsav biztonságosságát terhességben nem igazolták, ezért alkalmazása nem javasolt. Az e típusba tartozó gyógyszerek befolyásolják a magzat keringési rendszerét.
Szoptató anyának nem adható, mert átjut az anyatejbe.

## Mellékhatások
Az alábbi mellékhatások általában enyhék és pár napon belül elmúlnak:
- gyomortáji panaszok,
- emésztési zavarok,
- fejfájás,
- hányás, hányinger,
- rossz közérzet.

Ritkább, a fentieknél súlyosabb mellékhatások:
- első bevételekor jelentkező, vagy a szokásosnál erősebb gyomorégés vagy gyomorfájdalom
- vér hányás vagy feketére színeződött széklet
- bőrkiütés vagy viszketés
- légzési nehézségek
- állandó torokfájás vagy magas láz
- sárgaság
- hasmenés
- cukorbetegeknél vércukorszint zavar

Ritka, súlyos mellékhatások, melyekkel sürgősen orvoshoz kell fordulni:
- látászavar
- vérszegénység
- vörös színű vizelet
- dagadt, puffadt arc
- zúzódást követően vérzékenységre való hajlam
- fehérje a vizeletben (bizonyos időközönként orvosi ellenőrzés válhatik szükségessé).
- súlyos bőrelváltozások

Ritka mellékhatás még a szédülés, álmosság.
Sebészeti, fogorvosi beavatkozáskor megnyújtja a vérzési időt.
Az alkalmazás során kis mértékben fokozódhat a szívinfarktus vagy a szélütés (sztrók) kialakulásának kockázata.
A mefenaminsav csökkenti bizonyos vérsejtek számát, ezért rendszeresen ellenőriztetni kell a vérképét a készítmény alkalmazása alatt.

## Adagolás
Felnőtteknek a javasolt kezdő adag 500 mg, mely után 6-óránként 250 mg adása javasolt. A napi adag az 1500 mg-ot ne lépje túl. Az adagolástól csak az orvos utasítására szabad eltérni.
12 éves kor alatti gyermekek nem szedhetik.
Étkezés után kell bevenni sok folyadékkal.

## Készítmények
Magyarországon:
- PONMEL 250 mg kemény kapszula

A nemzetközi gyógyszerkereskedelemben nagyon sok készítmény van forgalomban.